# Schaustelle Berlin
Die Schaustelle Berlin war eine von 1995 bis 2005 stattfindende Veranstaltung in Berlin, die Besucher auf die Baustellen Berlins lockte, um für Verständnis für die vielen Bauarbeiten in der Stadt zu werben.

## Geschichte
Nach der deutschen Wiedervereinigung 1990 entwickelte sich Berlin schnell zu einer der größten Baustellen Europas. Vor allem auf dem Potsdamer Platz begannen schnell die Bauarbeiten für eine neue Hochhaussiedlung. In unmittelbarer Nähe wurde damals ein dreigeschossiger roter Container, „Infobox“ genannt, aufgestellt, der Besucher über die Bauarbeiten informieren sollte. Der Erfolg war riesig, die Infobox war stets gut besucht.
Die Stadtmarketinggesellschaft „Partner für Berlin“ entwickelte daraus 1995 eine mehrwöchige Veranstaltung für ganz Berlin. In dieser Zeit war es Interessierten erlaubt, sich auf vielen Berliner Baustellen umzusehen.
Jedes Jahr besuchten rund 100.000 Besucher die Baustellen der Schaustelle. Die Dauer der Schaustelle wurde dabei langsam reduziert. Während die Schaustelle 1995 noch viele Wochen lief, war die Schaustelle 2005 auf 10 Tage begrenzt.
2005 fand die letzte Schaustelle statt. Nur noch drei große Baustellen gab es zu besichtigen. Im letzten Jahr kamen 140.000 Besucher.